# غابرييل جاكسون
غابرييل جاكسون (بالإنجليزية: Gabriel Jackson)‏ هو مؤرخ وصحفي أمريكي، ولد في 10 مارس 1921 في ماونت فيرنون في الولايات المتحدة.